# Andoni Elizondo
Andoni Elizondo Mendiola (San Sebastián, España; 5 de agosto de 1932- ibid- 23 de febrero de 1986) fue un futbolista y entrenador de fútbol español. Como jugador se desempeñaba en el puesto de defensa y realizó toda su carrera deportiva en el club de su ciudad natal, la Real Sociedad de Fútbol, con la que jugó 12 temporadas y 243 partidos oficiales, entre 1952 y 1964.
Tras retirarse, inició una brillante carrera como técnico, también en la Real Sociedad. Fue el entrenador que logró el ascenso de Segunda División a Primera en 1967 y entrenó intermitentemente al club en varias etapas durante una década. Bajo su dirección la Real Sociedad se estabilizó en Primera División y debutó en la Copa de la UEFA.

## Clubes
| Club          | País   | Año         |
| ------------- | ------ | ----------- |
| Real Sociedad | España | 1952 - 1964 |

## Tras la retirada
Tras cesar como entrenador de la Real en enero de 1976, Andoni Elizondo se dedicó a regentar la tienda de deportes que su hermano Joseba había fundado en 1962, "Deportes Elizondo", ubicada en la céntrica Avenida de la Libertad de San Sebastián. El activismo político de Andoni Elizondo durante los años de la Transición como miembro de las Gestoras Pro Amnistía le valieron sufrir a él y a su negocio familiar amenazas por parte de grupos de extrema derecha. Su establecimiento fue víctima de un atentado en 1976. También llegó a ser detenido por la Guardia Civil.
En el verano de 1976 estuvo cerca de cerrar un acuerdo para entrenar al Alavés, pero no llegó a cerrarlo.
En 1979 fue elegido seleccionador de la Selección de fútbol de Euskadi y dirigió a este combinado ante Irlanda en San Mamés (4:1) y ante Bulgaria en Atocha (4:0), los dos partidos disputados durante ese año.
El 23 de febrero de 1986 falleció en San Sebastián víctima de una larga enfermedad.